# 豐原高中學生輕生案
豐原高中學生輕生案是指臺灣臺中市立豐原高級中等學校一名學生因2022年10月至2023年2月間受到多名教職人員违法搜身、公然侮辱、栽赃及恐吓等方式欺凌，最终輕生死亡。人本教育文教基金會在2023年3月22日召开记者会公布己方调查报告，遂引起台灣政界與社會討論。
校方雖组织调查小组但處理不積極，台中教育局因之将六名涉案教員同原校長調離原職，由督學代理校長協同校内小組調查此案。在近一年的調查後，校方於2024年2月17日認定該案確為霸凌，最終將校長予以記大過一次並解除校長職務、前學務主任停聘2年、前主任教官撤職處分。2025年3月15日，監察院通過對豐原高中與中市教育局的糾正案，報告中也直接點名台中教育局調查認定學務主任張景翔、主任教官張喬富霸凌成立。

## 背景
台灣媒體《報導者》專訪甲生父親，提及其子在國中時曾就讀一所私立名校，但不服管教，故而轉學至彰化的一所國中；雖期間仍有不服管教之事情，但他的教師對此不以爲然，仍耐心予以教導。國中二年級時，甲生得到中小學科學展覽會佳作獎狀。在國中三年級下半學期，甲生遷戶臺中，欲考入理想的私立高中，但未成，繼轉就讀豐原高中，而後受到校内教師的針對與霸凌。
根據人本教育文教基金會提供資料指稱：本案學生（人本基金會隱其本名，稱“甲生”）就讀於豐原高中一年級時因未成年人飲酒、吸菸曾被校方教員記過警告，后疑因此事被校方針對。在受害者于高中二年級起有多項不合理的“檢查”：如對其多次强迫搜身，在公開場合亦然；因遲到進校而遭校安人員將書包物品全數倒出檢查；校方亦涉及公然侮辱受害者：如使用校内廣播以不當語氣刻意傳喚學生，公之校内。主任教官還在受害者同學間稱其“社會的敗類、垃圾”等字眼，試圖讓同學對其疏遠。
涉事教員亦對受害者有罪推定或栽贓陷害。校方曾發生失竊事件，在無證據的前提下，傳喚甲生于教官室盤問。儘管甲生曾對此多次否認，校方仍通知學生家長指控其“盜竊”，且以移送少年法庭以作威脅。此外，校方在一次突擊檢查的過程中搜至幾名學生携帶電子煙，在僅有一名學生口供及其他學生證言矛盾的情況下，仍依校規對甲生予以乙支警告。
此事使甲生抗拒入校，曠課次數增多。而後校方邀甲生家長到校，以甲生個人問題為由拿出轉學申請書强迫其休學，或逼迫其寫“自願切結書”承諾不再“違反校規”；先前甲生父親曾到校意配合校務室，有意協助對其輔導教育工作，但被校方阻撓。2023年1月，校方學務主任稱觀察到甲生面部不自然抽搐，疑其“吸毒”，故傳喚甲生家長到校后强迫其驗尿檢查，最終結果為陰性。甲生憤而買來紙錢灑于教室、走廊，且對校方人員送帛金泄憤。2023年2月18日（部分媒體推測時間），甲生于家中自縊。

## 事後
在甲生輕生后，豐原高中於2月18日上午召開校園危機處理會議，針對任課教師發放“安心文宣”。臺中市政府教育局學諮中心介入提供支援，降低校內師生面臨自殺危機事件所造成壓力。教育局對媒體稱“甲生為輔導室長期輔導協助個案，上學期行為有異樣，校方依程序輔導了解，持續關懷，發生不幸，校方也難過，家長也理解學校輔導過程。”

### 人本聲明
人本教育文教基金会中部辦公室主任曾芳苑偕同甲生父親、立法委員張廖萬堅及臺中市多名市議員于3月22日召開記者會，公佈人本方調查結論，要求嚴懲涉案教職員；同時批評教育局言行違反學生輔導保密原則，指其將責任推卸給逝者，混淆視聽，知法犯法，并依次提出兩項訴求：
- 「臺中市教育局應調查本案相關違法人員，包含學務主任、主任教官、教官及校安人員等六人持續以不法手段對付學生行為，並擴大調查校內其餘違法搜身等不當管教情事，依法解聘。」
- 「台中市政府應調查臺中市教育局違反學生輔導保密原則一事，究責相關違法人員並處置。」

台中市教育局則回應「絕無將此案歸咎於學生家庭因素或個人行為」，聲明會秉公處理，并徵得部分學校師生證言：校方則依規定召開校事會議，3月10日會議決議籌組調查小組調查，19日已召開線上會議，27日起約訪相關人員。

### 官方處理
臺中市政府教育局在3月24日認定校方處事消極，將該校校长、主任教官、教官等相关人员全数调离现职。教育局於27日派遣督学任代理校長同调查小组决定调查期程，期望在清明连假结束后作出初步的调查结果。同時召开教評會决定停聘学务主任3个月并配合后续调查。教育局表示將透過問卷調查受害生前好友及此案目擊者，釐清事件發生經過，還原真相。
臺中市市長盧秀燕在3月27日表態校方于此事件的調查消極過度，責成教育局儘快處理。臺中市議會預定于4月13日召開定期會，教育局需在該日提交專案報告。校方在4月11日召開校事會議，認定：前學務主任、主任教官以及2名學務創新人員有不當管教，予以記過處分。個別移送考核會或相關委員會行政議處。不過另3人經查尚無不當管教之事，將繼續調查。13日，教育局認為校長在事件發生後，消極處理致延誤調查，事件擴大後也未見領導能力，故決議處分記大過1次並予以撤職。
台中市議員王立任在4月21日公布不當管教調查小組调查报告，認為校方给予甲生的23支大小過約70%處分为瑕疵，應予撤銷。同时指出相关人员对甲生之关注频率超乎其他的学生，大部分的检查不具有充足理据，认为校方对现行法规理解过差，滥用机制对学生承受极大压力及恐惧。台中市教育局长蔣偉民承诺会敦促各校检讨辅导机制，也因前校长已撤职，将启动新任校长遴選程序。
6月底，前學務主任停聘3個月期滿後復聘。人本教育基金會質疑，調查未完不應複聘，故豐原高中決議學務主任再停聘1個月。立委張廖萬堅批評臺中市政府調查機制不友善、程序不正義。「師師相護」，將偕同家長向監察院陳情。
6月26日校方將霸凌調查報告交予台中市教育局，教育局認為仍有部分內容調查未詳盡，7月4日退回學校，要求重啟調查，並且要求校方調查務必詳實。校方於3月25日開始調查，依法應2個月內完成，但可延長2個月。故7月25日是校方提交調查最後期限，但家長指控仍未見報告。家長稱，校方拒絕家長等人查看報告，校方還回應「長官說不能給」。校方至8月29日才交出報告，當中認定此案為管教失當，不成立霸凌，對學務主任記過一支。
台中市政府教育局認為校方對學務主任之懲處不符調查結果，故於9月1日召開專審會，會中決議將其停聘一年。人本教育基金會對調查結果不服，提出申復。申復於9月底成立，故該案退回豐原高中重行調查。因該案涉及人數過多、資料龐大，校方兩次申請展延1個月期限以詳盡調查。2024年2月，校方認定霸凌案成立，將學務主任停聘一年，並建議教育局將主任教官撤職。

## 影響

### 台灣政界
立委張廖萬堅在3月23日立法院「依促進轉型正義條例應辦理之轉型正義任務及人權教育推動情形」專題報告院會再次譴責校方對甲生的欺凌行徑：指出該名學生高中前曾被鑒定為資優生，在升讀后卻因一罐啤酒而受6名師長針對，其于高一上學期被記9個警告、2次小過，高二上學期被記14次警告、4次小過。立委張廖萬堅、陳秀寳同時質詢教育部長潘文忠相關議題：張廖萬堅還提及涉案原校長羅瑞宏曾兩度在校長遴選中得三分之二的反對票，卻仍出任該職務。他認為應檢討現行不適任教官、不適任校安人員處理的制度問題；潘文忠則回應將嚴正查辦個案，同時承認現行法規部分學校并未跟上，教育部承諾將適法性督導。
立委賴品妤要求教育部密切關注臺中教育後續處理，盯緊教育部對此案的進度並提出「監督教育局擴大調查本案」、「教師專業倫理準則法制化」、「教師法不適任教師認定以行為為基準」與「兌現教官早已跳票的退出校園承諾」等意見；同時提出《教育人員任用條例修正案》將教育人員任免資格同教師法案一致，呼籲教育部將法案列為優先事例，與朝野委員取得共識賴品妤並質疑臺中市教育局將涉案人員調離至教育局工作將有損公正。。

### 各界輿論
在人本基金會發表調查结果並譴責校方行径后，遂引起各界聲討丰原高中：有民眾在學校臉書粉絲專頁以及相關的非行政社團留言，或致電批評、謾駡校方行徑，或公佈涉嫌參與霸凌的教師名單。
豐原高中因輿論影響，關閉留言區；該學生會則表示該案發生後，校内人員亦充斥悲憤情緒，呼籲民衆不要對校内師生實行網路霸凌。涉案學務主任于3月28日透過簡訊致歉，將對自身過往言行深刻反省，但否認基金會與部分媒體指控的“迫害、強迫退學、無止盡搜查、集體霸凌”等不法行為。
台北市廉政委員會委員、律師吕秋远認為現行高中存在的管教方式實質上均違反违法搜索罪、恐吓罪、诬告罪、强制罪，且針對校方、家長及學生分別提供杜絕校園欺凌的意見。網絡溫度計調查，此案在一個月内有57,141筆聲量，也提及同月六福村脫逃狒狒中槍死亡事件分散民衆對此事件關注之影響。

## 案外案
2023年5月16日，人本教育基金會召開記者會，指控霸凌甲生的主任教官另涉嫌性騷擾一名女學生（下稱乙生）。乙生遭主任教官性騷擾後曾多方向校內老師、學務處、校長及台中市政府申訴，但未獲處理且教育局疑似未啟動性平程序。新校長上任後才召開性平會。
人本教育基金會稱，該主任教官多次以性暗示的話語騷擾乙生，見其不從，便惡意竄改其出缺勤紀錄以致乙生遭記過。乙生自述，不僅主任教官，霸凌甲生的另一教官同樣以搜書包、辱罵等方式霸凌，使自身出現輕生念頭。學校性平委員會議決性騷擾案於7月28日成立，速送人評會嚴懲。監察委員田秋堇接獲陳情，將申請調查該案，查明台中市政府及豐原高中是否涉及違失。

## 文献

### 延申閲讀
- 人本基金會採訪通知 （页面存档备份，存于）
- 校方學生會聲明 （页面存档备份，存于）
- 學生獎懲實施要點 （页面存档备份，存于）

## 備注
1. ↑  乙支表示為1支，臺灣學校或公司常見代用，避免誤讀。
2. ↑  自由時報投稿者指其2018年遴選得十八票同意、六十三票反對；2022年則得二十七票同意。當事人及臺中市教育局則對操作遴選程序指控予以否認。[26]